# 佐々木克已
佐々木 克已（ささき かつみ、1940年3月16日 - ）は、日本の地方公務員。東京都出納長や、東京都住宅供給公社理事長、首都高速道路代表取締役社長などを歴任した。

## 人物・経歴
1963年中央大学法学部卒業、東京都庁入庁。1987年東京都企画審議室調整部庶務課長。1993年東京都企画審議室調整部長。1994年東京都清掃局理事。1995年東京都企画審議室長。1996年東京都政策報道室長。1999年東京都出納長。2001年東京都地下鉄建設株式会社代表取締役社長。2002年東京都住宅供給公社理事長。2003年首都高速道路公団副理事長。2005年首都高速道路株式会社専務取締役。2006年東京都人事委員会委員。2008年首都高速道路株式会社代表取締役社長・最高執行責任者。2019年東京都交友会会長。